# Muchajjam al-Burajdż
Muchajjam al-Burajdż (arab. ‏البريج‎) – obóz uchodźców palestyńskich w Palestynie; położony w środkowej części Strefy Gazy (muhafaza Dajr al-Balah). Według danych Palestyńskiego Centralnego Biura Statystycznego w 2016 roku liczył 31 932 mieszkańców.
Podczas trwającej od października 2023 wojny w Strefie Gazy al-Burajdż było wielokrotnie bombardowane przez siły izraelskie. Miejscowość została całkowicie zdewastowana.